# Хомичюс, Вальдемарас Пятрасович
Вальдемарас Пятрасович Хомичюс (лит. Valdemaras Chomičius; 4 мая 1959 года, Каунас, Литовская ССР, СССР) — советский и литовский баскетболист и тренер. Заслуженный мастер спорта СССР (1982). Заслуженный тренер Литвы.

## Биография
Родился в Каунасе. Отец — Пятрас Хомичюс. Мать — София Хомичене. Окончил Каунасский институт физической культуры.
В баскетбол Хомичюса привели друзья. До баскетбола он испробовал плавание, гимнастику, легкую атлетику и даже бокс, причем всюду проявлял совсем неплохие задатки, а тренер по боксу, даже когда Хомичюс уже завоевал первые баскетбольные награды, все ещё упрекал юношу за то, что он ушёл с ринга. По всем этим дисциплинам он выполнил высокие разрядные нормативы (например, в высоту прыгал на 175 см, далеко метал копье), да и, став баскетболистом, постоянно поддерживал форму.
В 13 лет стал заниматься у тренера Владаса Янюнаса. Юношу отличали настойчивость, исполнительность, дисциплинированность, трудолюбие.
В 1978—1989 выступал за каунасский «Жальгирис».
С 1979 года — игрок первой сборной СССР. Вместе с командой побеждал на всех крупных баскетбольных турнирах. В 1992—1995 гг. — капитан сборной Литвы.
Выступал за испанский «Форум» в сезоне 1989/90.
В сезоне 1990/91 он провел 17 матчей в составе команды «Априматик» (Болонья), набирая в среднем за игру 24,3 очка. Это превышает аналогичные показатели таких звезд, как Доминик Уилкинс (17,8 очка в сезоне-97/98) и Саша Джорджевич (1994/95, 1995/96 — 21,3).
Также играл за испанскую «Сарагосу» (1991/92), бельгийские «Спиру Шарлеруа» (1992/93) и «Касторе Бранье» (1993/94), испанскую «Марбелью» (2-й дивизион, 1994/95).
В Испании, неподалёку от Малаги, создал[когда?] «Баскетбольную школу Вальдемараса Хомичюса» и был её директором.
В сезоне 1996/97 играл за «Олимпас» (Плунге). При этом жил в Испании, приезжал по личным делам в Литву и успевал отыграть несколько матчей — так в ноябре 1996 сыграл в двух официальных матчах, в которых команда победила «Жальгирис» и «Сакалай», а Хомичюс, не имевший до этого игровой практики полтора года, набрал соответственно 7 и 23 очка .
В декабре 1996 года занял пост главного тренера «Олимпаса», подписав контракт до конца сезона. При этом продолжал выходить на площадку.
По итогам чемпионата у Хомичюса был 2-й показатель в лиге по проценту попаданий 3-очковых бросков — 47,6 (у лидера Гедрюса Печюлениса — 47,7).
В «Олимпасе» Хомичюс продолжил выступления и в сезоне 1997/98. В начале 1998 года был уволен с поста главного тренера команды (по окончании сезона команда из-за финансовых проблем была расформирована).
Спустя некоторое время Хомичюс взялся тренировать «Алгу» из Мариямполе. Одновременно выходил на площадку (средняя результативность — 22 очка за игру) и помог клубу выйти в высшую лигу Литвы по баскетболу . С сезона 1998/99 клуб стал называться «Крайтяне». В дебютном сезоне команда выступала неровно, но тем не менее сумела сотворить сенсацию — в последний момент сумел пробиться в восьмерку участников плей-офф (в последнем туре была переиграна «Шилуте», а основной конкурент — «Атлетас» — уступил «Летувос Ритас»). В среднем в сезоне Хомичюс набирал по 16 очков за матч.
В ноябре 1998 назначен консультантом сборной Литвы, изучал игровую манеру соперников сборной. Вместе с командой стал чемпионом Европы в 2003 году.
В августе 1999 принял приглашение российского клуба «Урал-Грейт» и переехал в Пермь на должность второго тренера, став помощником Сергея Белова. В феврале 2000, из-за эпидемии травм, был заявлен за клуб, но площадку не выходил (играл только в товарищеских играх). Вместе с командой стал чемпионом России в сезонах 2000/01 и 2001/02. Также, двукратный серебряный призёр чемпионатов России (1999/2000, 2002/03).
В мае 2003 возглавил «Динамо» (Москва). Однако на посту пробыл недолго — из-за частых поражений покинул должность в ноябре 2003 года. Однако оставался без работы недолго — в тот же месяц вернулся в «Урал-Грейт» на должность второго тренера. С февраля 2005 возглавил пермский клуб.
С лета 2005 — второй тренер в БК УНИКС (Казань), с июня 2009 года — главный тренер казанцев.
С 7 июня 2010 года — главный тренер БК Триумф (Санкт-Петербург). Покинул клуб в связи с переходом на тренерскую работу в БК «Днепр».
С 5 марта 2012 — главный тренер БК Днепр. В августе 2015 года не договорился с клубом о продлении и покинул пост главного тренера.
С августа 2016 — старший тренер пермской «Пармы».
Весной 2018 возглавил «Дзукию».
В октябре 2020 возглавил киевский «Будивельник». Однако проработал в клубе всего три месяца, и 24 декабря 2020 был отправлен в отставку.

## Семья, личная жизнь
Первая супруга — Диана Хомичене (род. 1962). В браке с 1980-х до марта 2012 года. Окончила Каунасский медицинский институт по специальности врач-педиатр. Дочери: Айсте (род. 1983), Раса (род. 1986) и Лина (род. 1992).
Вторая супруга — Агне. В браке с июля 2012 года.
- Совладелец каунасского ночного клуба «Коллегас». Возглавляет и финансирует баскетбольную школу в Каунасе, носящую его имя.
- В 1991 году вошёл в «Книгу рекордов Гиннесса»: принял участие в баскетбольном матче, продолжавшемся 24 часа, и набрал в нём 722 очка.
- В сентябре 1999 выпустил автобиографическую книгу «Рожденный на Лайсвес аллее», тиражом в 10 тыс. экземпляров.

## Достижения
Игрок
- Олимпийский чемпион 1988. Бронзовый призёр ОИ-1992
- Чемпион мира 1982. Серебряный призёр ЧМ-86
- Чемпион Европы 1979, 1985. Серебряный призёр ЧЕ-1987, ЧЕ-1995. Бронзовый призёр ЧЕ-1983, ЧЕ-1989
- Чемпион СССР 1985-87. Серебряный призёр чемпионата СССР 1980, 1983, 1984, 1988, 1989
- Серебряный призёр чемпионата Бельгии 1992, 1994
- Серебряный призёр чемпионата Литвы 1997
- Обладатель Межконтинентального Кубка 1986
- финалист розыгрыша Кубка европейских чемпионов 1986
- финалист розыгрыша Кубка обладателей кубков европейских стран (1984)
- победитель международных соревнований «Дружба» 1984 года (альтернативные Олимпиаде-1984 в Лос-Анджелесе)
- Чемпион Европы среди юниоров (1978).
- Чемпион Универсиады-85.

Главный тренер
- Серебряный призёр чемпионата Литвы в составе «Олимпас» (1997)
- Серебряный призёр чемпионата России (2007)
- Бронзовый призёр чемпионата России (2010)

## Награды
- Офицерский крест Ордена Великого князя Литовского Гядиминаса (1995)
- Гранд-офицер ордена «За заслуги перед Литвой» (2003)
- Благодарность Президента Российской Федерации (21 декабря 2006 года, Россия) — за заслуги в укреплении дружественных отношений и развитии сотрудничества между государствами в области спорта[19]